# Wazgen Sarkisjan
Wazgen Sarkisjan (orm. Վազգեն Սարգսյան; ur. 5 marca 1959 we wsi Ararat, zm. 27 października 1999 w Erywaniu) – armeński polityk, wojskowy i pisarz, minister obrony w 1992 i w latach 1995–1999 z ramienia Partii Republikańskiej, premier Armenii od czerwca 1999 aż do tragicznej śmierci w tym samym roku, kiedy to został zastrzelony w trakcie ataku terrorystów na parlament razem z przewodniczącym parlamentu Karenem Demirczianem i kilkoma innymi politykami.